# Tangata
Tangata is een geslacht van spinnen uit de  familie van de Orsolobidae.

## Soorten
- Tangata alpina (Forster, 1956)
- Tangata furcata Forster & Platnick, 1985
- Tangata horningi Forster & Platnick, 1985
- Tangata kohuka Forster & Platnick, 1985
- Tangata murihiku Forster & Platnick, 1985
- Tangata nigra Forster & Platnick, 1985
- Tangata orepukiensis (Forster, 1956)
- Tangata otago Forster & Platnick, 1985
- Tangata parafurcata Forster & Platnick, 1985
- Tangata plena (Forster, 1956)
- Tangata pouaka Forster & Platnick, 1985
- Tangata rakiura (Forster, 1956)
- Tangata stewartensis (Forster, 1956)
- Tangata sylvester Forster & Platnick, 1985
- Tangata tautuku Forster & Platnick, 1985
- Tangata townsendi Forster & Platnick, 1985
- Tangata waipoua Forster & Platnick, 1985